# Damián Yáñez
Damián Gustavo Yáñez (* 31. Juli 1972 in Lanús) ist ein ehemaliger argentinischer Fußballspieler.

## Karriere
Damián Yáñez begann seine Profikarriere 1990 in Argentinien bei Talleres de Remedios de Escalada. Seine bis 2009 andauernde Karriere beendete der Mittelfeldspieler bei Douglas Haig. Internationale Erfahrungen sammelte Yáñez in Chile, wo er für CD Cobreloa, Deportes Temuco und CD Cobresal spielte, in Bolivien bei Aurora und in Ecuador bei CD Olmedo. Für Olmedo lief er 2005 in der Copa Libertadores auf, wie schon zuvor bei seiner Station 1996 bis 1997 bei Racing Club. Bei seinem Debütklub Talleres de Remedios de Escalada und bei den All Boys unterschrieb der Mittelfeldspieler je zweimal und war beim Verein aus Buenos Aires von 1994 bis 1995 sowie von 2000 bis 2001 aktiv.